# Siderartica
Siderartica war eine italienische Electropop-/Future-Pop-Band.

## Bandgeschichte
Siderartica wurde 2001 als Nebenprojekt der Kirlian-Camera-Sängerin Elena Alice Fossi gegründet. Fossi gründete das Projekt zusammen mit den zwei Kirlian-Camera-Livemusikern Andrea Fossi und Andrea Savelli. Andrea Fossi ist Elenas Bruder. Vorgängerprojekt war La Fille Blaisie, das 1997 zwei Demos veröffentlichte.
2002 erschien das erste Album Night Parade. Es enthielt das Joy Division-Cover Atmosphere. Das Album wurde 2006 wiederveröffentlicht. 2003 spielte die Band auf dem Festival Fields of Sunset III. Eine CD-R des Festivals mit Songs von Camera Artica und Kirlian Camera wurde im Anschluss veröffentlicht. Es handelte sich dabei um ein semi-offizielles Bootleg, das auch auf der offiziellen Website von Kirlian Camera geführt wird.
2004 folgte das Album Shapes and Colours from the Land of God, das zusammen mit der Bonus-CD Toys and Robots from the Land of God als Doppelalbum veröffentlicht wurde. Die ersten acht Lieder des Albums waren vom Soundtrack des Films Jenny (1948) inspiriert, der von Dimitri Tiomkin und Bernard Herrmann stammte.
Letzte Veröffentlichung des Projekts war die 7’’ King Snow’s Garden / Silver Surfer’s Shroud.

## Auflösung
Elena Alice Fossi entschied sich 2006 das Line-up zum Mai 2006 radikal zu ändern. Andrea Fossi und Andrea Savelli gehörten nun nicht mehr zur Band, dafür waren die Musikerinnen Cristina Restani (E-Gitarre, Computer), Antonella Costa (Synthesizer, Computer) und Cinzia Azzali (Computer) dazugestoßen. Francesca Volpi und Claudia Capitani unterstützten die Musiker bei den Liveshows. Die Band wurde zu einem reinen Frauenprojekt.
Ein paar Monate nach diesem Line-Up-Wechsel wurde das Projekt Siderartica schließlich beendet, da Elena Alice Fossi sich stilistisch eingeengt fühlte und sie etwas neues generieren wollte. Das neue Line-up wurde in  SPECTRA*Paris überführt und verfolgte die als Siderartica begonnene musikalische Richtung weiter. Ihr Debütalbum Dead Models Society (Young Ladies Homicide Club) ist 2007 erschienen. Am 2. Juli 2010 erschien das zweite Album License To Kill.

## Stil
Die Songstrukturen sind zumeist an konventioneller Electropop-Musik orientiert, allerdings gibt es auch vereinzelte Stücke, die eher in Richtung Soundscape oder Ambient gehen.
Der Gesang ist zumeist auf Englisch, einzelne Stücke auch auf Italienisch. Der Track Eintritt in die Fabrik auf dem Debütalbum Night Parade ist auf Deutsch. Gesungen werden die Texte von Elena A. Fossi. Auf dem Album Shapes and Colours from the Land of God werden zudem zwei Stücke von Carlo Dainelli, einem Gastsänger, gesungen. Der Gesang wird oft durch den Einsatz eines Vocoders oder anderer Effekte verfremdet und verzerrt.
Die Instrumentierung ist zum größten Teil elektronisch und stützt sich auf den Einsatz von Synthesizern der marke Roland MC-505-Groovebox.
Das Booklet gibt als einziges weiteres Instrument die E-Gitarre an (gespielt von Andrea Fossi), deren Klang allerdings auch durch den Einsatz entsprechender Effektmaschinen verändert wurde. Das Booklet zu Shapes and Colours from the Land of God listet neben Synthesizern und der „treated guitar“ auch Keyboards und Vocoder unter den eingesetzten Instrumenten, auch rein mit dem Computer erzeugte Klänge gehören zur Instrumentierung. Siderarticas Musik ist somit rein elektronisch. Eine Ausnahme bildet die „Acoustic-Vision“-Version ihres Stücks Arkhangel´sk, das auf der Mini-EP Fields of Sunset zu finden ist. Dieses Stück basiert auf dem Einsatz einer akustischen Gitarre.

## Diskografie
Alben
- 2002: Night Parade (Shadwolab, Wiederveröffentlichung 2006 über Shadowplay)
- 2004: Shapes and Colours from the Land of God (Doppelalbum, Trisol)

Sonstiges
- 2003: FOS III  (limitierte Split-CDr mit Kirlian Camera und Camera Artica, Fields of Sunset)
- 2005: King Snow’s Garden / Silver Surfer’s Shroud (7’’, North Pole Productions)